# Challenger de Campinas 2024
El torneo Campeonato Internacional de Tênis de Campinas 2024, denominado por razones de patrocinio Campeonato Internacional de Tenis, Presented by Santander fue un torneo de tenis perteneció al ATP Challenger Tour 2024 en la categoría Challenger 100. Se trató de la 13ª edición; el torneo tuvo lugar en la ciudad de Campinas (Brasil), desde el 14 hasta el 20 de octubre de 2024 sobre pista de tierra batida al aire libre.

## Jugadores participantes del cuadro de individuales
| Preclasificado | País                 | Jugador                 | Rank1 | Posición en el torneo |
| 1              | Bandera de Argentina | Federico Coria          | 94    | Primera ronda         |
| 2              | Bandera de Argentina | Francisco Comesaña      | 104   | Segunda ronda         |
| 3              | Bandera de Bolivia   | Hugo Dellien            | 108   | Segunda ronda         |
| 4              | Bandera de Argentina | Camilo Ugo Carabelli    | 112   | Semifinales, retiro   |
| 5              | Bandera de Argentina | Román Andrés Burruchaga | 130   | Cuartos de final      |
| 6              | Bandera de Argentina | Federico Agustín Gómez  | 160   | Primera ronda         |
| 7              | Bandera de Portugal  | Henrique Rocha          | 163   | Segunda ronda         |
| 8              | Bandera de Brasil    | Felipe Meligeni Alves   | 165   | Primera ronda         |

- 1 Se ha tomado en cuenta el ranking del 30 de septiembre de 2024.

### Otros participantes
Los siguientes jugadores recibieron una invitación (wild card), por lo tanto ingresan directamente al cuadro principal (WC):
- Mateus Alves
- Matheus Bueres
- Daniel Dutra da Silva

Los siguientes jugadores ingresan al cuadro principal tras disputar el cuadro clasificatorio (Q):
- Gastão Elias
- Juan Carlos Prado
- Matheus Pucinelli de Almeida
- Karue Sell
- Matías Soto
- Juan Bautista Torres

## Campeones

### Individual Masculino
- Tristan Boyer derrotó en la final a  Juan Pablo Ficovich por 6–2, 3–6, 6–3

### Dobles Masculino
- Mateus Alves /  Orlando Luz derrotaron en la final a  Tomás Barrios /  Facundo Mena por 6–3, 6–4